# UBS Auvelais (4290)
UBS Auvelais was een Belgische voetbalclub uit Auvelais. De club was aangesloten bij de KBVB met stamnummer 4290 en had oranje en zwarte als kleuren. De club ontstond in 1945 uit een fusie en speelde in haar geschiedenis verschillende decennia in de nationale reeksen. In het begin van de 21ste eeuw verdween de club.

## Geschiedenis
In Auvelais was in 1922 US Auvelais (Union Sportive Auvelais) opgericht. Deze club was aangesloten bij de Belgische Voetbalbond met stamnummer 238. De club bereikte in 1932 de nationale bevorderingsreeksen, toen het derde niveau, maar zakte weer op het eind van de jaren 30.
In 1945 fusioneerde US Auvelais met Amicale Jemeppe-sur-Sambre. De fusieclub werd Union Basse-Sambre Auvelais genoemd (UBS Auvelais). Volgens de bondsreglementen uit die tijd moesten fusieclubs bij de bond aansluiten met een nieuw stamnummer en UBS Auvelais kreeg stamnummer 4290 toegekend. Na deze fusie werd bovendien in Auvelais nog een nieuwe club opgericht, Union Sarthoise Auvelais, afgekort US Auvelais, net zoals de club die in de fusie was opgegaan. Deze andere club sloot zich aan bij de Belgische Voetbalbond met stamnummer 4397.
In 1946 mocht de fusieclub weer aantreden in de nationale bevorderingsreeksen, maar men degradeerde weer na een seizoen. In 1948 promoveerde men nogmaals, maar weer volgde degradatie na een seizoen. In 1952 werden grote competitiehervormingen doorgevoerd. Men creëerde een nieuw vierde nationale niveau, dat voortaan de bevorderingsreeksen zou vormen. UBS Auvelais promoveerde opnieuw naar de nationale bevorderingsreeksen, nu dus naar Vierde Klasse. De club kon zich daar nog even handhaven, maar in 1954 zakte de club na twee seizoenen opnieuw naar Eerste Provinciale.
Eind jaren 50 begon voor UBS Auvelais een succesvolle periode. Na vier jaar provinciaal voetbal promoveerde men in 1958 nog eens naar Vierde Klasse. Ditmaal kende men er meer succes en men werd er in het eerste seizoen al reekswinnaar. De club stootte zo in 1959 meteen door naar Derde Klasse.
UBS Auvelais kon zich verschillende seizoenen handhaven in Derde Klasse met wisselende resultaten. In 1967 strandde men uiteindelijk afgetekend op een laatste plaats en zo degradeerde de club na acht seizoenen weer naar Vierde Klasse. Ook daar bleef men problemen kennen. Auvelais werd er in zijn eerste seizoen eveneens laatste en zakte er na 10 jaar onafgebroken nationaal voetbal weer naar Eerste Provinciale.
In 1972 promoveerde Auvelais opnieuw naar Vierde Klasse en weer wist de club er zich te handhaven in de middenmoot. Ditmaal duurde het verblijf er acht seizoenen, tot de club in 1980 weer degradeerde. Twee seizoenen later, in 1982, promoveerde Auvelais al opnieuw naar Vierde Klasse, maar men kon er maar twee seizoenen stand houden. In 1984 zakte men voor langere periode terug naar de provinciale reeksen. En decennium later, in 1993, promoveerde UBS Auvelais nog eens naar Vierde Klasse. De club bleef er drie seizoenen spelen. Een laatste plaats in 1996 betekende opnieuw de degradatie.
Auvelais zakte in de provinciale reeksen verder naar Tweede Provinciale, waar het verschillende seizoenen bleef spelen. Dankzij een titel in 2002 keerde men nog even terug op het hoogste niveau, maar dit zou het laatste seizoen worden. Kort daarop staakte de club de activiteiten en stamnummer 4290 verdween definitief. De andere club uit Auvelais, US Auvelais, zou later naar de vrijgekomen terreinen verhuizen en de naam wijzigen in FC Auvelais. Die andere club nam in 2013, tien jaar na het verdwijnen van de oorspronkelijke club, ook de oude naam UBS Auvelais weer aan.

## Bekende spelers
- Luvila Mutombo
- René Thirifays
- Daniel Van Buyten (bij de jeugd)